# Leptonema chila
Leptonema chila är en nattsländeart som beskrevs av Oliver S. Flint Jr. 1967. Leptonema chila ingår i släktet Leptonema och familjen ryssjenattsländor. Inga underarter finns listade i Catalogue of Life.